# دانيال يو يونغ
دانيال يو يونغ (بالألمانية: Daniel Au Yeong)‏ هو لاعب كرة قدم نمساوي، ولد في 10 فبراير 2003.

## وصلات خارجية
- دانيال يو يونغ على موقع قاعدة بيانات كرة القدم.إي يو (الإنجليزية)
- دانيال يو يونغ على موقع Soccerway.com (الإنجليزية)
- دانيال يو يونغ على موقع عالم كرة القدم.نت (الإنجليزية)